# آرچی‌ها (فیلم)
آرچی‌ها (انگلیسی: The Archies) فیلم هندی کمدی موزیکال ردهٔ نوجوانان هندی-زبان است که بر اساس مجموعه کتاب‌های کمیک آمریکایی به همین نام توسط تایگر بیبی پروداکشنز (Tiger Baby Productions) ساخته شده است که کارگردانی آن را زویا اختر برعهده داشت. بازیگران اصلی فیلم میهیر آهوجا، آدیتی سایگال، خوشی کاپور، سوهانا خان، یووراج مندا، آگاستیا ناندا و ویدانگ راینا هستند.